# Јосип Шутало
Јосип Шутало (Чапљина, 28. фебруар 2000) је хрватски фудбалер који игра на позицији одбрамбеног играча. Тренутно игра за Ајакс и репрезентацију Хрватске

## Каријера

### Клупска каријера
У јулу 2014. Шутало је из Неретве Метковић прешао у омладинску академију загребачког Динама. Дана 1. септембра 2018. дебитовао је за Динамо Загреб II у победи од 3–1 против Бијелог Брда. Дана 30. октобра 2019. дебитовао је за први тим Динама у победи од 3:0 против Опатије у Купу Хрватске. Дана 1. јула 2020. дебитовао је у Првој ХНЛ у победи од 1:0 против Интера из Запрешића.
Шутало је 18. јануара 2021. прешао у Истру 1961 на позајмицу до краја сезоне. Дебитовао је следећег дана у лиги против Горице, која је завршена нерешеним резултатом 1:1. Дана 19. маја исте године је играо у финалу Купа, где је постигао аутогол пошто је његов тим изгубио 6-3 од његовог матичног клуба Динама.
Касније се вратио у Динамо за сезону 2021/22. Дана 23. јула 2021. уписао је свој први гол и асистенцију за Динамо у победи 4-0 против Хрватског Драговољца. Дебитовао је у Лиги Европе 16. септембра, пошто је Динамо изгубио 2-0 од Вест Хем јунајтеда. Свој први гол у том такмичењу постигао је 4. новембра у победи над Рапидом из Беча резултатом 3–1. Дана 6. септембра 2022. дебитовао је у Лиги шампиона у победи над Челсијем резултатом 1:0.
Шутало се 21. августа 2023. придружио Ајаксу, потписавши петогодишњи уговор. Дана 3. септембра је био капитен тима у свом дебију, ремију без голова са Фортуном Ситард.

## Репрезентација
Након што је играо за све млађе селекције, дебитовао је за репрезентацију Хрватске 10. јуна 2022. године у победи над Данском 1 : 0 у Лиги нација, након што је био у стартној постави. Дана 17. децембра 2022. дебитовао је за Хрватску на великом турниру у победи над Мароком у плеј-офу резултатом 2–1 за треће место на Светском првенству 2022. године.
Дана 5. јуна 2023. именован је у коначну екипу за финале УЕФА Лиге нација 2023. играјући обе утакмице пошто је Хрватска завршила као другопласирани.

## Статистика

### Клубови
Ажурирано 19. маја 2024. 
| Клуб                   | Сезона            | Лига                | Лига     | Лига   | Куп      | Куп    | Континентални куп | Континентални куп | Остало   | Остало | Укупно   | Укупно |
| Клуб                   | Сезона            | Дизија              | Утакмице | Голови | Утакмице | Голови | Утакмице          | Голови            | Утакмице | Голови | Утакмице | Голови |
| ---------------------- | ----------------- | ------------------- | -------- | ------ | -------- | ------ | ----------------- | ----------------- | -------- | ------ | -------- | ------ |
| Динамо Загреб II       | 2018–19           | Друга лига Хрватске | 5        | 0      | —        | —      | —                 | —                 | —        | —      | 5        | 0      |
| Динамо Загреб II       | 2019–20           | Друга лига Хрватске | 4        | 0      | —        | —      | —                 | —                 | —        | —      | 4        | 0      |
| Динамо Загреб II       | 2020–21           | Друга лига Хрватске | 6        | 0      | —        | —      | —                 | —                 | —        | —      | 6        | 0      |
| Динамо Загреб II       | Укупно            | Укупно              | 15       | 0      | 0        | 0      | 0                 | 0                 | 0        | 0      | 15       | 0      |
| Динамо Загреб          | 2019–20           | Прва лига Хрватске  | 4        | 0      | 1        | 0      | 0                 | 0                 | —        | —      | 5        | 0      |
| Динамо Загреб          | 2020–21           | Прва лига Хрватске  | 3        | 0      | 1        | 0      | 0                 | 0                 | —        | —      | 4        | 0      |
| Динамо Загреб          | 2021–22           | Прва лига Хрватске  | 28       | 2      | 1        | 0      | 7                 | 1                 | —        | —      | 36       | 3      |
| Динамо Загреб          | 2022–23           | Прва лига Хрватске  | 27       | 2      | 2        | 1      | 7                 | 0                 | 0        | 0      | 36       | 3      |
| Динамо Загреб          | 2023–24           | Прва лига Хрватске  | 3        | 0      | 0        | 0      | 4                 | 1                 | 1        | 0      | 8        | 1      |
| Динамо Загреб          | Укупно            | Укупно              | 65       | 4      | 5        | 1      | 18                | 2                 | 1        | 0      | 89       | 7      |
| Истра 1961 (позајмица) | 2020–21           | Прва лига Хрватске  | 22       | 0      | 4        | 1      | —                 | —                 | —        | —      | 26       | 1      |
| Ајакс                  | 2023–24           | Ередивизија         | 23       | 1      | 1        | 0      | 8                 | 0                 | —        | —      | 32       | 1      |
| Укупно у каријери      | Укупно у каријери | Укупно у каријери   | 126      | 5      | 10       | 2      | 26                | 2                 | 1        | 0      | 163      | 9      |

### Репрезентација
Ажурирано 21. новембра 2023.
| Национални тим | Година | Утакмице | Голови |
| -------------- | ------ | -------- | ------ |
| Хрватска       | 2022   | 4        | 0      |
| Хрватска       | 2023   | 9        | 0      |
| Укупно         | Укупно | 13       | 0      |

## Награде и трофеји
Динамо загреб
- Прва лига Хрватске: 2019–20, 2021–22, 2022–23
- Суперкуп Хрватске: 2023[19]

Хрватска
- Треће место на Светском првенству у фудбалу 2022. године[20]
- Друго место на такмичењу УЕФА Лига нација 2022/23..[16]

### Индивидуални
- Најбољи хрватски клуб године : 2021–22,[21] 2022–23[22]